# NetHack
NetHack és un joc de rol per a ordinador originàriament publicat el 1987. És una evolució d'un joc anterior anomenat Hack (1985) que va ser també una evolució de Rogue (1980). Per això també es diu que NetHack és de tipus Roguelike (com el Rogue). Els dos termes del nom NetHack fan referència al fet que el seu desenvolupament es va dur a terme a través d'Internet, no pas perquè sigui un joc multijugador; i el terme Hack tampoc té res a veure amb l'ús referit a la seguretat informàtica que se'n fa habitualment, però si que té relació amb el tipus de jocs de rol anomenat hack and slash ("destralejar i acoltellar") pel seu contingut violent.
NetHack és un els jocs més vells que encara està en desenvolupament actiu, amb l'addició regular de noves capacitats i correccions d'errors feta per un grup difús de desenvolupadors voluntaris anomenat el DevTeam.
El jugador pren el control d'un heroi que s'endinsa en unes masmorres tot cercant l'Amulet de Yendor. Aquesta cerca s'estén a més de 50 nivells, la majoria dels quals generats de manera aleatòria. Cada nivell conté monstres, armes, ítems màgics i moltes més coses.
NetHack es juga tradicionalment fent servir gràfics compostos de text, on les parts de les masmorres es representen a partir de simples caràcters. Encara que també existeixen diverses interfícies gràfiques per a jugar-hi.

## El joc
Abans de començar a jugar, se li demana al jugador que triï una raça, classe, gènere i alineació, o que permeti al joc triar tot això aleatòriament. Entre les classes a triar hi ha algunes tradicionals dels jocs de rol com cavaller, mag, bàrbar... però també n'hi ha algunes de no tan habituals com arqueòleg, turista, home de les cavernes i valquíria. La classe i alineació del personatge dicten a quin déu servirà dins del joc; portant a terme accions que satisfacin a aquest déu, el jugador obtindrà ajut i regals.
Després de construir el personatge, el jugador rep les instruccions de la tasca que ha de dur a terme:
After the Creation, the cruel god Moloch rebelled against the authority of Marduk the Creator. Moloch stole from Marduk the most powerful of all the artifacts of the gods, the Amulet of Yendor, and he hid it in the dark cavities of Gehennom, the Under World, where he now lurks, and bides his time.
"Després de la Creació, el déu cruel Moloch es va rebel·lar contra l'autoritat de Marduk el Creator. Moloch li va robar a Marduk l'artefacte diví més poderós, l'Amulet de Yendor, i el va ocultar dins de les obscures cavitats de Gehennom, el Mon Subterrani, on ara ell s'amaga, i espera el seu moment."
Per a guanyar al joc el jugador ha de trobar i sacrificar l'Amulet de Yendor al seu déu. L'Amulet es troba entre els nivells més profunds i difícils del joc. La consecució d'aquesta tasca atorga al personatge el regal de la immortalitat. (es diu que el personatge ascendeix), el personatge obté l'estatus de semidéu o semideessa. A més de la tasca principal existeixen diverses tasques secundàries que han de ser completades pel camí.
El personatge és acompanyat inicialment per un animal de companyia, típicament un gat o gos petits, encara que els cavallers comencen amb un poni. El jugador pot canviar el nom de la mascota i pot domesticar altres bèsties i fer que el segueixin donant-les menjar en cas de ser animals domèstics o per mitjans màgics si no ho són. Les mascotes són molt útils, no només per a ajudar al personatge en el combat, sinó també per a detectar ítems maleïts i per a robar a les botigues.
Al contrari del que pot fer pensar la seva simplicitat gràfica, aquest joc té centenars d'ítems únics, situacions, monstres i personatges, que proporcionen multitud d'oportunitats d'interaccionar amb la realitat del joc. Algunes d'aquestes són rares i de vegades divertides. Per exemple:
```
You fall into a pit! You land on a set of sharp iron spikes!--more--

The spikes were poisoned! The poison was deadly...--more--

Do you want your possessions identified?
```

```
"Has caigut dins d'un forat! Vas a parar a sobre de pues de ferro!--més--
Les pues estaven enverinades! El verí era mortal...--més--

Vols identificar les teves possessions?"
```

(Això es coneix com a YASD, que significa Yet Another Stupid Death "Encara una altra mort estúpida".)
L'opció "Do you want your possessions identified?", abreviat com DYWYPI, es dona al final de cada partida, permetent conèixer al jugador les propietats desconegudes dels ítems que hagi trobat.
Un cert percentatge de les vegades en què un jugador mor, el nivell on el personatge ha mort és desat i aquest nivell s'integra en les masmorres d'una partida posterior, amb totes les possessions de l'expersonatge, el seu fantasma i el seu botxí. Això es fa mitjançant els bone files "fitxers d'ossos", que es desen a l'ordinador on s'estava executant el joc. Per tant, un jugador que estigués jugant a un servidor públic (mitjançant telnet) podria trobar-se les restes de molts altres jugadors. Aquests fitxers d'ossos també es poden intercanviar entre jugadors.
Sovint es diu que "el DevTeam pensa en tot" the DevTeam thinks of everything (acrònim TDTTOE); per qualsevol cosa que el personatge pugui fer, probablement ja existeixi una resposta plausible.
Per exemple, si es prova de ficar una poció dins d'ella mateixa el joc respon:
```
That is a potion bottle, not a Klein bottle!

"Això és una ampolla amb una poció, no una 
ampolla de Klein
!"
```

O si es prova de baixar unes escales carregat de pes el joc respon:
```
You fall down the stairs.

"Caus per les escales"
```

Les errades, els missatges divertits, les històries, les experiències i les idees per a la propera versió es discuteixen al grup de notícies d'Usenet, rec.games.roguelike.nethack(anglès), comunament conegut com a "RGRN".
Encara que NetHack és molt difícil, els jugadors veterans de vegades intenten dur a terme "conductes" comprovades pel joc, és a dir, restriccions voluntàries en el seu comportament dins del joc. Algunes d'aquestes són: portar una dieta vegetariana, ser ateu, no aconseguir objectes per mitjà de màgia (wishing), i l'excepcionalment difícil conducta pacifista, en la qual un jugador no pot matar directament cap criatura (aquests jugadors sovint fan servir animals de companyia molt poderosos perquè lluitin per ells). Algunes conductes no són comprovades pel joc però alguns jugadors les duen a terme, com ara la castedat o l'speedrunning (acabar el joc el més ràpid possible).

## Fitxersspoilers
En el transcurs dels anys els jugadors han compilat una extensa documentació de tots els aspectes del joc, des d'instruccions per passar certs obstacles fins a fórmules detallades explicant la probabilitat que quelcom passi a dins del joc. L'obtenció d'aquesta informació a partir del codi font del joc és coneguda com a source-diving. A aquests documents se'ls coneix col·lectivament com a spoilers.
Existeixen opinions variades respecte a l'ús dels spoilers. NetHack és considerat un dels jocs més difícils de tots els temps, a causa de la manca intencional de funcionalitat per recarregar un joc desat després de cometre una errada. Fins i tot amb accés complet a tots els spoilers, el joc encara presenta una dificultat considerable. Molta gent ha jugat durant molts anys sense ascendir. Alguns consulten els spoilers extensivament mentre juguen, altres només la informació comú, i altres escullen fer servir només la seva memòria.

## Gràfics
La següent és una mostra d'una sessió de joc típica amb el que es podria considerar "gràfics millorats" amb símbols ASCII addicionals (8 bits per caràcter):
Clau:
- @ - El personatge del jugador

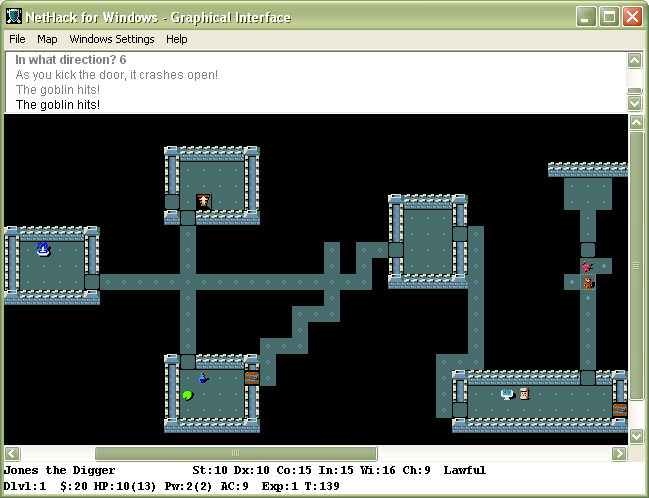
Aquesta captura de pantalla mostra NetHack per Windows, una de les moltes interfícies gràfiques que han sigut desenvolupades per NetHack. La interfície de teules en X11 per a sistemes *nix és similar en aparença. El personatge es troba a la part de la dreta, combatent amb un Goblin.

- d - Un gos (en aquest cas és la mascota del personatge)
- $ - doblers
- ` - roca gran o estàtua
- < - escales amunt
- ? - encanteri
- _ - altar
- + - porta tancada
- (- eina (un llum, un pic, una bossa, etc.)

A sota del mapa es troba la línia d'estatus. En aquesta hi consta primer el nom de l'heroi i el seu rànquing professional basat en la seva experiència. St vol dir força (strength), Dx destresa (dexterity), Co constitució, In Intel·ligència, Wi coneixement (wisdom), Ch carisma (charisma) i Chaotic ("caòtic") és l'alineació. La propera línia mostra el nivell de les masmorres en el qual es troba el personatge (incrementant amb la profunditat), els diners, punts de vida, poder màgic, classe d'armadura, experiència i temps (en nombre de torns). L'estat de gana del personatge, que va de Satiated a Fainting (saciat a dèbil) hauria d'aparèixer després, però no es mostra perquè en aquest cas era normal.
A part del mode de text original, hi ha interfícies que canvien el text per representacions amb imatges, o icones per representar els objectes al joc. Les interfícies inclouen les que fan servir X11 i la similar per a Windows, les llibreries Qt, i les GNOME. També hi ha versions amb gràfics millorats en forma de projeccions isomètriques basades en SDL com Falcon's Eye/Vulture's Eye i també la tridimensional basada en OpenGL anomenada noeGNUd.

## Personatges notables (a part del jugador)
- El Wizard of Yendor, "Mag de Yendor", també conegut com a Rodney ("Yendor" a l'inrevés)
- El rei Croesus, senyor del Fort Ludios.
- L'Oracle de Delphi
- Vlad l'empalador, basat en Vlad III Dracula i la història de Dràcula.
- El Gorgon Medusa, basat en la Mitologia grega.
- Diversos dimonis, com Asmodeus, Demogorgon, Baalzebub, Dispater, i Orc. Els dimonis que apareixen en NetHack s'originen del joc de rol Dungeons & Dragons, encara que alguns dels seus noms venen de la mitologia clàssica.
- Izchak Miller, un dels membres fundadors del DevTeam, va morir l'1 d'abril de 1994 a causa d'un càncer. Atès que ell era el responsable, entre altres coses, de la lògica dels botiguers del joc, el nom del propietari de la botiga d'il·luminació es va canviar pel seu com a tribut. El DevTeam va dedicar la versió 3.2 de NetHack a la seva memòria. Molts jugadors que normalment matarien tots els personatges del joc sense miraments no maten a l'Izchak com a signe de respecte.

## Criatures notables
- La cockatrice: Un típic exemple d'una criatura complexa de NetHack. El contacte directe amb aquest monstre pot convertir el personatge en pedra, per tant atacar-la amb les mans nues no és recomanable. Però si el personatge en mata una el cos d'aquesta es pot fer servir d'arma (sempre que es facin servir guants). A més si el personatge és femella i es canvia de forma (polymorph) en una cockatrice, aquesta pot pondre ous que tenen diverses aplicacions interessants. Un altre cas de "el DevTeam pensa en tot". Una de les causes de mort comentades més comú és tenir agafat el cos d'una cockatrice com a arma amb massa càrrega de pes i llavors caure per unes escales per acabar a sobre del cos de la cockatrice, convertint-se en pedra.
- L'ull flotant: Un monstre sense cap forma activa d'atac i un dels més perillosos per a jugadors inexperts. Si el personatge ataca un (o xoca contra un) mentre no està cec o no és capaç de reflectir la seva mirada, hi ha una probabilitat molt alta de què el personatge quedi immòbil durant molts torns, deixant-lo indefens contra atacs d'altres monstres. Les causes de mort més humiliants (com morir per l'atac d'una petita salamandra) sovint són a causa de l'encontre amb un ull flotant. D'altra banda, menjar-se el cos d'un ull flotant dona al personatge telepatia.
- La formiga soldat: Encara que aquest monstre no té habilitats inusuals, sovint sorprèn els jugadors poc preparats. Aquestes criatures es mouen en eixams, són molt ràpides i difícils d'atacar. Al servidor públic de Nethack alt.org són la causa més comuna de mort entre els jugadors.
- La nimfa: Té el seu origen en la mitologia grega, aquestes criatures són femelles amb un carisma astorador. Aconsegueixen seduir d'igual manera a homes i dones, roben les pertinences del personatge que hagi caigut a les seves mans i tot seguit es teleporten a una altra part del nivell, sovint deixant al jugador pitjor preparat per enfrontar-se a altres criatures.
- El mind flayer (Illithid): Aquesta criatura (i el seu parent més poderós, el master mind flayer) és molt perillós en combat cos a cos, atès que pot extreure i menjar-se parts del cervell de l'oponent. Això no només causa una pèrdua d'intel·ligència eventualment fatal, però pot també causar que la víctima no recordi informació sobre els nivells que havia visitat abans, o les propietats dels ítems que porti a sobre. Com un altre exemple de "el DevTeam pensa en tot" un mind flayer es troba en un desavantatge significant quan lluita contra criatures sense cap.

## Desenvolupament
NetHack, com s'ha indicat abans, ha estat desenvolupat pel DevTeam. Aquest grup no discuteix públicament les versions en progrés, i publiquen noves versions sense cap avís previ. Però mantenen una llista d'errades al codi (sense els pegats per solucionar-les) al seu lloc web. De vegades, i de manera no oficial, terceres persones publiquen pegats entre versions.

## Altres versions i interfícies
- Interplay va produir una versió del joc en primera persona anomenat Dungeon Hack, però no va incloure moltes de les petites funcionalitats que fan que NetHack sigui un joc tant profund.
- Una variant, Falcon's Eye, ofereix una visió isomètrica del mapa de les masmorres. Però el seu desenvolupament es va abandonar i ha sigut reemplaçat pel projecte Vulture's Eye.
- Una altra interfície, noeGNUd, permet vista de text, vistes isomètriques, i interfícies 3D més avançades.
- Molts jugadors experts de NetHack prefereixen la interfície de text original, perceben que les alternatives gràfiques fan perdre l'atenció de la jugabilitat i l'ús de la imaginació.
- Slash'EM (Super Lots of Added Stuff Hack - Extended Magic) és l'única variant de Nethack encara (2006) en desenvolupament. NetHack és un joc de codi obert o sigui que qualsevol pot editar el codi i crear noves variants.
- nethack-el[3][4] és un mode d'Emacs per jugar a NetHack escrit per Ryan Yeske[5] i Shawn Betts.